# Haroset

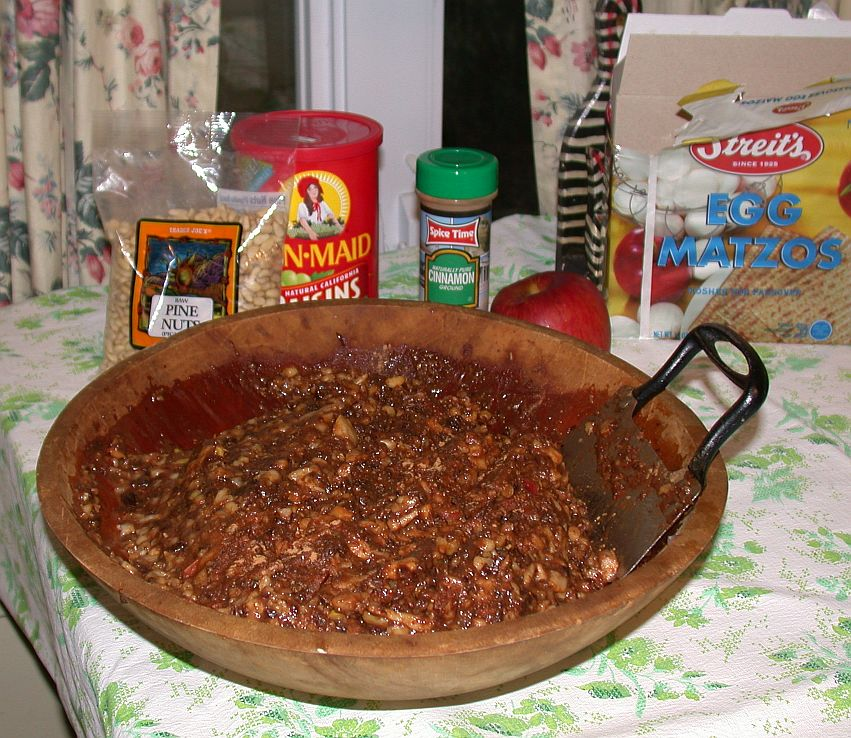
Haroset în stil Semfardizic făcut din mere, pere, stafide, smochine, suc de portocale, vin roşu, nuci de pin şi scorţisoară

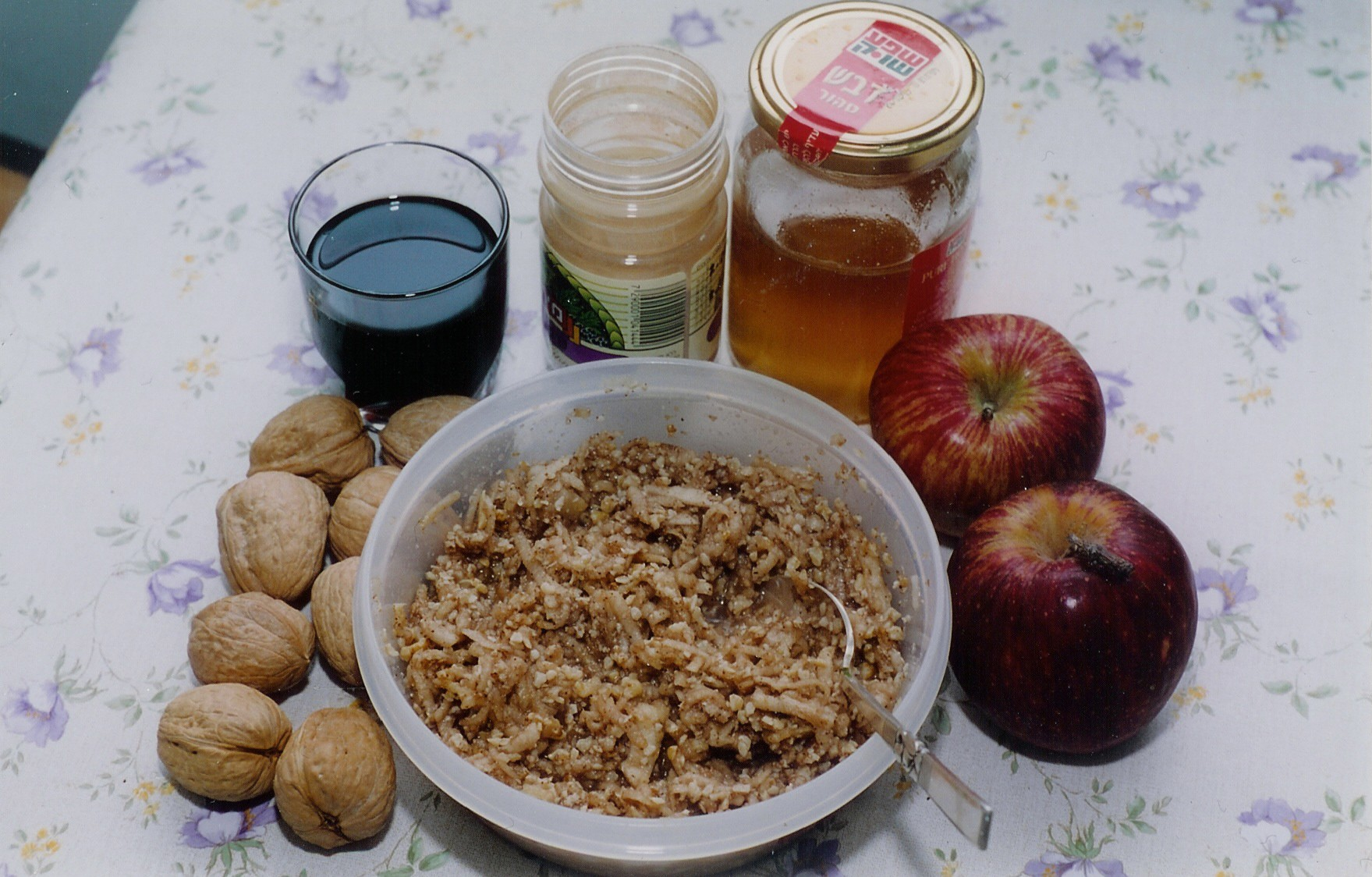
Haroset în stil Aşkenazi făcut din mere, nuci, vin ori sirop roşu (pt. nazirineni) şi scorţişoară

Haroset, Charoset, ori Charoses (în ebraică חֲרֽוֹסֶת [ḥărōset]) este o pastă dulce, de culoare închisă, pastă făcută din fructe și nuci, care se servește în Sederul Cinei de Paști. Culoarea și textura sunt designate să semene cu mortarul (or tina, chirpiciul, folosit pentru a face cărămizi) de către izraeliți în timpul înrobirii din Egiptul Antic după cum se menționează în Tractatul Pesahim (pg 116a) din Talmud. Cuvântul "haroset" vine din cuvântul ebraic cie-re-s — חרס — "clei".
Harosetul este una din emblemele simbolice de pe Farfuria Seder de Paști. După recitarea binecuvântării, și mâncarea unui "sandwich" (ca o napolitană) din două bucăți de pască între care se pune haroset și maror (hrean), pregătite cușer pentru Paști, deseori ce rămâne se mănâncă simplu, întins pe mața (pască).

## Legături Externe

### Iudaism
- en  A Quick Charoset FAQ (include rețete de haroset)

### Mesianism
- en  Cum se substituie mielul de Paști cu "Sandviciul Hallel"